# SolarCity
SolarCity najveća je američka kompanija za pružanje usluga vezanih uz proizvodnju, distribuciju i instalaciju sustava sunčeve energije. Trenutno sjedište nalazi se u San Mateu, Kalifornija, a sama kompanija je 2015. zapošljavala je preko 15 tisuća ljudi.

## Povijest

### 2006. – 2012.: Osnivanje i rane godine
2006. Elon Musk, američki poduzetnik je zbog svoje zauzetosti nekim drugim projektima (SpaceX i Tesla Motors) preporučio svojim rođacima, Peteru i Lyndonu Riveu da istraže poslovne mogućnosti koje se nude u sektoru obnovljive energije. Potaknuti time, osnovali su kompaniju kojom žele ubrzati trend odmicanja od fosilnih goriva
2008. SolarCity usvaja poslovnu strategiju koja bi omogućila solarnoj energiji da postane jeftinija od energije iz električne mreže. Ta poslovna strategija podrazumijevala je znatno smanjenje početne investicije u sustav njenom djelomičnom otplatom na principu leasinga, tj. mjesečnim otplatama koje bi bile jeftinije od energije iz mreže.
2009. kompanija je odlučila proširiti svoje usluge i na tržište punjenja električnih automobila.
2010. dolazi do proširenja ciljanog tržišta klijenata proširenjem usluga proizvodnje el. energije i na neke državne i neprofitne organizacije te industrijski sektor, za razliku od prijašnjeg fokusa na kućanstva. Također, do dodatnog proširenja ponude došlo je akvizicijom tvrtke Building Solutions koja se bavila procjenjivanjem energetske učinkovitosti građevina te mogućnostima njihove obnove.
2011. Objavljen je petogodišnji plan u kojem su predviđene investicije u fotonaponske projekte u iznosu većem od milijarde dolara.

### 2012. – 2016.: Izlazak na burzu, ubrzani rast i akvizicija od Tesla Motorsa
14. prosinca 2012. godine kompanija objavljuje inicijalnu javnu ponudu te time izlazi na burzu. Tog prvog dana cijena dionice je zabilježila rast od 47%, te je vrijednost kompanije procijenjena na 584 milijuna dolara.
Od izlaska na burzu kompanija konstantno bilježi rast broja zaposlenih, koji je u razdoblju od kraja 2013. do kraja 2015. godine porastao za preko 250%. Uz zapošljavanje, razdoblje od 2012. do danas obilježili su i porasti instaliranih kapaciteta (preko 670%!), te smanjenje cijene sustava od 40%. Danas SolarCity posluje u 27 američkih saveznih država s najavom širenja na sve preostale.
U lipnju 2016. Elon Musk najavio je akviziciju SolarCityja od strane Tesla Motorsa po cijeni od 2.5 milijardi dolara čime se želi napraviti prva svjetska održiva energetska korporacija, koja u sebi ima komponente proizvodnje, skladištenja el. energije i u konačnici njene potrošnje na transport.

## Smanjenje štetnih emisija
Jedan od razloga vrlo naglog proširenja na veliki broj američkih federalnih jedinica je, uz profit, želja kompanije da se energetska tranzicija na obnovljive izvore energije što brže proširi radi smanjenja emisija. Više od 70% svjetskih emisija stakleničkih plinova odgovornih za klimatske promjene dolazi iz sektora povezanog s energijom (grijanje, proizvodnja struje, transport). Istovremeno, koncentracija ugljičnog dioksida u atmosferi je u rujnu 2016. nepovratno prešla 400 ppm, što je simbolička granica koja predstavlja nepoznato područje klimatske nestabilnosti. Zbog toga je potrebna što brža energetska tranzicija na održive izvore energije sa značajno manjim emisijama tog štetnog plina. Uz ugljični dioksid, postoje još brojne ekološke posljedice proizvodnje energije iz fosilnih goriva poput povećane potrošnje vode, te emisije nekih drugih štetnih plinova (npr. NOx i SO2 koji tvore kisele kiše) Cilj je kompanije povećanjem proizvodnje električne energije iz sunca te štetne posljedice umanjiti, a način na koji se to ostvaruje može se saznati u izvješću o utjecaju  Arhivirana inačica izvorne stranice od 7. studenoga 2016. (Wayback Machine) objavljenom na stranicama kompanije.

## Proizvodi i usluge
Glavna operativna djelatnost je zapravo i prva usluga koju je kompanija ponudila, proizvodnja el. energije za kućanstva. Proizvodnja el. energije ubrzo se proširila i na komercijalni sektor, pa je SolarCity napravio mnoge komercijalne projekte, poput do tada najveće komercijalne solarne farme u San Franciscu, napravljene za British Motor Car Distributors 2008. U tom sektoru su ostvareni i veliki projekti za Walmart, Intel i američku vojsku. Kompanija je također prisutna u procjeni energetske učinkovitosti i obnovi građevina, a akvizicijom od strane Tesle i integracijom u tu kompaniju očekuje se i pojačan angažman na polju skladištenja energije kroz zajednički projekt Tesla Motorsa i Panasonica, Powerwall. SolarCity će Powerwall koristiti kao nadopunu svom najnovijem predstavljenom projektu, solarnom krovu koji će generirati energiju potrebnu između ostalog i za transport električnim vozilima, o čemu detaljnije piše Tesla Motors na svom blogu, tvoreći tako zatvoreni krug proizvodnje i potrošnje el. energije.

### Powerwall
Tesla Powerwall je litij-ionska baterija namijenjena čiji je cilj omogućiti skladištenje i upotrebu solarne energije tijekom cijelog dana. Projekt je počeo 2012. godine instalacijom prototipa za određene komercijalne korisnike, a samo predstavljanje proizvoda i početak njegove upotrebe u domaćinstvima je počeo 2015. U početku su najavljivana dva modela, od 10 i od 7 kWh, ali se na kraju kompanija odlučila za samo jednu verziju, od 6,4 kWh s cijenom od 3,000$, dovoljnu za dnevnu upotrebu u domaćinstvima. U listopadu 2016. objavljeno je da je baterija instalirana u 18 zemalja, s oko 300 MWh kapaciteta. U listopadu 2016. također je objavljen i novi model baterije, Powerwall 2, koji bi trebao raditi u kompletu sa solarnim krovom te skladištiti el. energiju koju on proizvede. Planiran je i Powerpack, uređaj koji će se sastojati od više Powerwall 2 baterija, biti do kapaciteta 100kWh, te omogućavati većim komercijalnim prostorima samostalnu opskrbu el. energijom.
| Model       | Tehnologija  | Cijena | Kapacitet | Cijena po kWh | Temperatura upotrebe | Težina | Dimenzije (HxWxD, cm) |
| ----------- | ------------ | ------ | --------- | ------------- | -------------------- | ------ | --------------------- |
| Powerwall   | litij-ionska | $3000  | 6.4 kWh   | $469          | od -20 do 43 °C      | 97 kg  | 130x86x18             |
| Powerwall 2 |              | $5500  | 13.5 kWh  | $407          | od -20 do 50 °C      | 120 kg | 112x84x14             |

### Solarni krov
U listopadu 2016. predstavljen je najnoviji proizvod, “Solar roof”, tj. krov koji će u sebi imati integrirane solarne članke, čime bi se mogla prekinuti dosadašnja praksa postavljanja ploča na već postojeće krovove što čini proces instalacije nepotrebno čini skupljim. Premda najave iz SolarCityja govore da bi taj krov mogao biti konkurentan cijeni običnih krovova to se ipak još uvijek čini nerealnim, ali kako takvi krovovi imaju mogućnost proizvodnje električne energije moguća je njihova financijska isplativost u relativno kratkom roku, naročito u sunčanim područjima.

## Givepower
Givepower je ime humanitarne organizacije koju je SolarCity osnovao 2013. Budući da je u svijetu preko milijardu ljudi bez pouzdanog pristupa električnoj energiji cilj je organizacije omogućiti tim ljudima dostupnost električne energije, te posljedično i nužnih usluga koje im nisu dostupne, poput kvalitetnog obrazovanja, zdravstva i dostupnosti pitke vode. Djelovanje fondacije najistaknutije je u području obrazovanja, omogućujući opskrbu el. energijom za 1500 škola diljem svijeta, najviše u afričkim državama (Kenija, Mali), ali i u Aziji (Nepal) i Srednjoj Americi (Nikaragva).